# تانييلا واكا
تانييلا إيفو واكا (بالإنجليزية: Taniela Evo Waqa)‏ (مواليد 22 يونيو 1983 في فيجي) لاعب كرة قدم فيجي دولي يجيد اللعب في خط الدفاع . يلعب حاليا لصالح نادي لاباسا الفيجي منذ 2008 .

## روابط خارجية
- تانييلا واكا على موقع الاتحاد الدولي (مؤرشف)  (الإنجليزية)
- تانييلا واكا على موقع قاعدة بيانات كرة القدم.إي يو (الإنجليزية)
- تانييلا واكا على موقع ناشيونال فوتبول تيمز (الإنجليزية)
- تانييلا واكا على موقع كووورة